# Eugenio Cavallini
Pour les articles homonymes, voir Cavallini.
 Eugenio Cavallini  est un violoniste et compositeur italien né le 16 juin 1806 et mort le 11 avril 1881.

## Biographie
En 1833 à 1855, il devient le premier violoniste de l'orchestre de La Scala.

## Œuvre
- Divertimento , (1829)
- Guida per lo studio della viola (Viola Méthode), 24 Studi in tuoni minori  (1845)
- Guida per lo studio della viola (Viola Méthode), violon et piano (1845)
  1. Fantasia
  2. Souvenir
  3. Fantasia originale ( Fantasia) violon et piano
  4. Tema con Variazioni
  5. Polacca
  6. Fantasia originale
  7. Tema Variato
  8. Adagio Variato dell'Opera Poliuto
  9. Serenata
- Riminiscenze di Santa Cristina